# Per Jespersen
Per Mathias Jespersen (Skien, 29 marzo 1888 – Oslo, 13 luglio 1964) è stato un ginnasta norvegese.

## Palmarès

### Olimpiadi
- Argento a Londra 1908 nel concorso a squadre.

### Olimpiadi intermedie
- Oro a Atene 1906 nel concorso a squadre.